# Gora Bastion
Gora Bastion (Transkription von russisch Гора Бастион) ist ein Nunatak im ostantarktischen Mac-Robertson-Land. In der Aramis Range der Prince Charles Mountains ragt er als einer der Gory Kosmonavtov 11 km südöstlich des Mount Hollingshead auf.
Russische Wissenschaftler benannten ihn.